# Mike Johnson
James Michael "Mike" Johnson, född 30 januari 1972 i Shreveport, Louisiana, är en amerikansk advokat och republikansk politiker som är talman i USA:s representanthus sedan den 25 oktober 2023.
Han valdes in i USA:s representanthus 2016. Den 25 oktober 2023 valdes Johnson till talman, efter att tidigare talmannen Kevin McCarthy avsattes. Han är den första talmannen från Louisiana. 
Johnson har tidigare arbetat som advokat privat och för "Alliance Defending Freedom".